# Старий Тарг
Старий Тарг (пол. Stary Targ, нім. Altmark) — село в Польщі, у гміні Старий Тарг Штумського повіту Поморського воєводства.
Населення — 1038 осіб (2011).
У 1975-1998 роках село належало до Ельблонзького воєводства.

## Демографія
Демографічна структура станом на 31 березня 2011 року:
|          | Загалом | Допрацездатний вік | Працездатний вік | Постпрацездатний вік |
| -------- | ------- | ------------------ | ---------------- | -------------------- |
| Чоловіки | 514     | 120                | 365              | 29                   |
| Жінки    | 524     | 106                | 330              | 88                   |
| Разом    | 1038    | 226                | 695              | 117                  |